# Elecciones provinciales de Salta de 1951
Las elecciones generales de la provincia de Salta de 1951 tuvieron lugar el domingo 11 de noviembre del mencionado año con el objetivo de renovar todas las instituciones provinciales. Se realizaron al mismo tiempo que las elecciones presidenciales y legislativas a nivel nacional. Se debía elegir, en fórmula única, al Gobernador y al Vicegobernador, así como los 39 escaños de la Cámara de Diputados por medio de un sistema de lista incompleta, y a los 23 senadores departamentales por medio de escrutinio mayoritario uninominal. Fueron las duodécimas elecciones provinciales salteñas desde la instauración del voto secreto, y las primeras realizadas bajo sufragio universal de hombres y mujeres.
En consonancia con el triunfo de Juan Domingo Perón a nivel nacional, los comicios resultaron en una aplastante victoria para Ricardo Joaquín Durand, del oficialista Partido Peronista (PP), que obtuvo el 76.37% de los votos válidamente emitidos. En segundo lugar quedó Ricardo E. Aráoz, de la Unión Cívica Radical (UCR), con el 23.34%, logrando captar casi la totalidad del voto restante. En último puesto, con el 0.29% restante, Carlos A. Singlau, del Partido Laborista. Con respecto al plano legislativo, el peronismo obtuvo la victoria en los 23 departamentos, por lo que todas las bancas en el Senado correspondieron a dicho movimiento. En la Cámara de Diputados, el peronismo obtuvo 35 escaños contra 4 del radicalismo. Hubo 2 mujeres electas para el Senado y 4 para la Cámara de Diputados. La participación fue del 79.18% del electorado registrado. Los cargos electos asumieron sus mandatos el 4 de junio de 1952.
Durand no pudo completar su mandato constitucional ya que fue depuesto cuando se realizó el golpe de Estado de septiembre de 1955, que derrocó y proscribió al peronismo de la vida política argentina durante los siguientes dieciocho años.

## Antecedentes
Luego del conflicto entre los tres sectores del peronismo salteño (los "cornejistas", favorables al gobernador Lucio Alfredo Cornejo Linares; los "sanmillanistas", favorables al vicegobernador Roberto San Millán; y los "durandistas", favorables al diputado provincial Alberto Durand), se desataron fuertes crisis políticas que provocaron las renuncias sucesivas de San Millán y, posteriormente, de Cornejo, asumiendo Baudilio Espelta, presidente de la Cámara de Diputados, como gobernador interino hasta la convocatoria a nuevas elecciones. El gobernador electo, Oscar Héctor Costas, perteneciente al sector sanmillanista, no pudo tampoco poner fin a la crisis y, en medio del distanciamiento que se estaba llevando a cabo entre Perón y el gobernador bonaerense, Domingo Mercante (en quien Costas se apoyaba), el mandatario salteño acabó dimitiendo el 1 de marzo de 1951, dejando el ejecutivo provincial en manos de su vicegobernador, Carlos Xamena, quien arregló la convocatoria a elecciones provinciales para el 11 de noviembre de 1951, en consonancia con el mismo llamado llevado a cabo por el gobierno nacional.

## Candidaturas
Tras el llamado a los comicios, las líneas internas del peronismo salteño intentaron desesperadamente imponer su candidatura ante el Consejo Superior del Partido. Aunque el senador Ricardo San Millán era visto como un probable candidato, su nombre se relacionaba demasiado con el conflicto interno. Alberto Durand, por su parte, era muy estimado por Eva Perón y durante el último tramo del conflicto había empezado a desmarcarse del mismo, reduciendo la interna a la lucha entre sanmillanistas y cornejistas. Debido a que estos dos sectores expresaron un fuerte rechazo a la posible candidatura de Durand, el candidato designado finalmente fue su hijo, el abogado y legislador provincial Ricardo Joaquín Durand, quien recibió el visto bueno del propio Perón. Como compañero de fórmula fue nombrado candidato Jesús Méndez, un ex enfermero que había sido miembro fundador del Partido Laborista salteño. De este modo, se repetía el patrón de presentar una fórmula gubernativa compuesta por un profesional y un sindicalista.
Solo había dos partidos de oposición funcionales en la provincia al momento de la convocatoria: la Unión Cívica Radical (UCR), que era vista como el rival natural del peronismo y el probable segundo lugar, y el minoritario Partido Laborista (PL), fundado por los sectores laboristas descontentos con fusionarse en el Partido Peronista, por temor a que este quedara dominado por la línea yrigoyenista. El radicalismo conformó el binomio Ricardo E. Aráoz-Ernesto Azurmendi, mientras que el PL presentó la fórmula Carlos A. Singlau-Juan Bulcovich. Se desató una controversia luego de que la UCR presentara tarde sus candidaturas, lo que teóricamente dejaba al partido inhabilitado para presentar candidatos provinciales. El oficialismo, supuestamente por miedo a que la ausencia de una oposición coherente agravara sus conflictos internos y provocara una crisis de representatividad, buscó por cualquier medio lograr que las candidaturas de la UCR fuesen aceptadas, postura que el laborismo rechazó de plano y denunció fuertemente como un acto de favoritismo, exigiendo que la fórmula Aráoz-Azurmendi debía ser anulada inmediatamente. Esto no impidió que el binomio radical fuese aprobado en última instancia. El apoderado del laborismo que presentó la impugnación fue arrestado por "desacato e irrespeto" al Tribunal Electoral.

## Campaña
El peronismo salteño dividió la provincia en cuatro circunscripciones en las cuales operaban Juntas Regionales de Propaganda, a cargo de lograr la mayor difusión posible durante la campaña, con un detallado cronograma mediante el cual gradualmente la campaña se intensificaría. El primer paso se consideraba "Preparatorio", y consistiría en actos menores realizados en la unidades básicas. El segundo paso sería la "Intensificación" que consistiría en la realización de concentraciones en torno a las sedes de las Juntas Regionales. Finalmente, la campaña peronista finalizaría con la "Culminación", que serían masivos actos en los que se proclamaría a los candidatos y, dos días antes de los comicios, se cerraría la campaña. La misma estuvo signada, sin embargo, por la intentona golpista llevada a cabo el 28 de septiembre de 1951. Tras la misma las Juntas Regionales de Propaganda convirtieron la campaña en una cruzada contra "enemigos del estado en contra de la felicidad del pueblo", adquiriendo el discurso peronista un tono mucho más agresivo en contra de la oposición.
Dentro del espacio opositor, en el caso salteño la elección careció de competitividad efectiva debido a que el único periódico radical que operaba en la provincia "El Intransigente", había sido clausurado en 1949. De este modo, las disposiciones restrictivas del estado de guerra interno declarado por el gobierno tras el golpe fracasado no se hicieron notar demasiado en la provincia ante la evidente falta de necesidad de aplicarlas. Durante las pocas concentraciones que pudo realizar, la oposición intentó plantear la fuerte inflación que sufría la provincia (con una repercusión grave en los precios de los artículos de primera necesidad, en especial la carne, lácteos y azúcar) y además de denunciar que el gobierno estaba ejecutando medidas antidemocráticas. Sin embargo, esto no parecía influir demasiado dentro del electorado salteño.

## Resultados
|  | 76,37 % |

|  | 23,34 % |

|  | 0,29 % |

|  | 96,07 % |

|  | 3,71 % |

|  | 0,22 % |

|  | 100 % |

|  | 79,18 % |